# Роббенэйланд
Роббенэйланд (африк. Robbeneiland, англ. Robben Island) — остров в Атлантическом океане, расположен в Столовой бухте, в 8 км от материка, в 12 км от Кейптауна, Западно-Капская провинция, Южно-Африканская Республика.
Вся территория острова находится в собственности государства, за исключением земли, на которой стоит церковь.

## Физико-географические характеристики

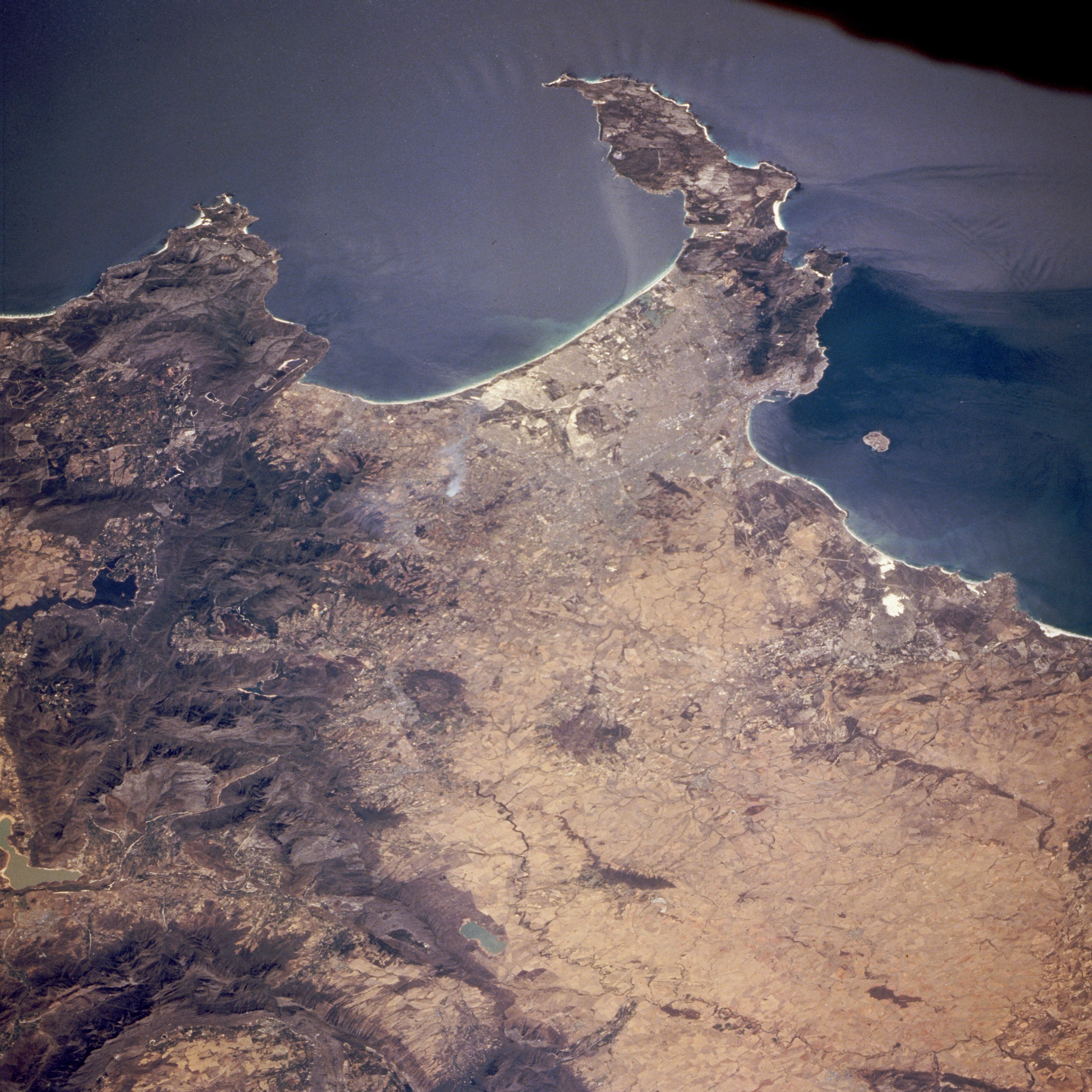
Кейптаун, бухта Фалсбай (вверху) и Столовая с островом Роббен (справа), вид из космоса, февраль 1995 года.

Название переводится с голландского как «тюлений остров»; когда-то тюлени во множестве водились в окрестных водах. Остров имеет приблизительно круглую форму (скорее: овальную форму с основной осью направлением СВ-ЮЗ) около двух километров в поперечнике, площадь 5 км². В результате многовековой эрозии поверхность острова практически плоская и поднимается над уровнем моря лишь на несколько метров.
Остров засушлив, на нём растёт лишь редкий кустарник, источники пресной воды отсутствуют. Это в течение столетий затрудняло его использование в качестве тюрьмы. В первой половине XX столетия на нём пытались бурить артезианские скважины, но со временем в грунтовые воды начала просачиваться морская вода, и скважины стали бесполезны. В 1965 году по морскому дну был проложен водовод из Кейптауна.

## Флора и фауна
Когда 400 лет назад на остров прибыли голландцы, единственными животными, его населявшими, были тюлени и птицы. В 1960 году смотритель острова поселил на нём нескольких антилоп из числа обычных обитателей дюн на побережье, и гигантских (либо слоновых) черепах, для здешних мест совершенно нехарактерных. Черепахи прибыли, по-видимому, с Галапагосских или Сейшельских островов и перед этим прожили более 150 лет в кейптаунском зоопарке. Неизвестно, живут ли эти животные на острове сейчас.

## История

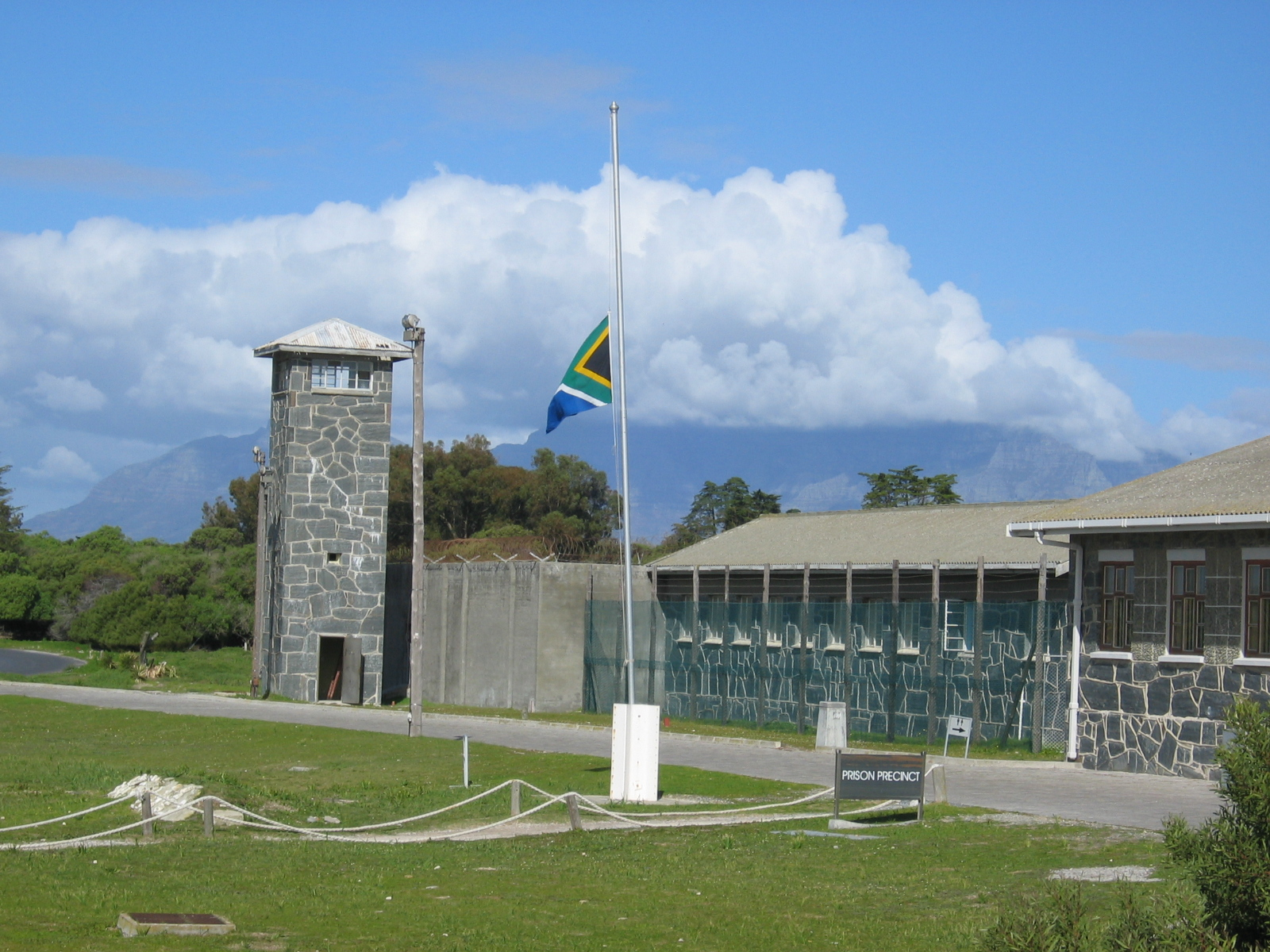
Тюремные постройки на острове Роббен. На заднем плане — гора Столовая, в 15 км от острова.

Остров Роббен был впервые заселён ещё в каменном веке, когда уровень моря был гораздо ниже и остров соединялся с материком. В конце последнего оледенения таяние ледников привело к поднятию уровня моря, и территория вокруг острова была затоплена океаном. Остров был обычным местом стоянки кораблей, огибавших Африку в XVI и начале XVII веков. После первых попыток заселения остров был превращён в голландскую, а затем в английскую каторжную тюрьму-поселение. Уже в числе первых обитателей острова были сосланные туда политические лидеры из голландских колоний, таких как Индонезия.
С 1846 по 1931 годы на острове действовала колония-лепрозорий; сюда же ссылались умалишённые и считавшиеся таковыми. В 1864 году был установлен маяк.
Во время Второй мировой войны остров был фортифицирован, а с середины 1960-х годов по 1991 год являлся государственной тюрьмой максимально строгого режима. Подавляющее большинство заключённых составляли чернокожие политзаключённые.  С 1964 по 1982 год в этой тюрьме под номером 46664 содержался Нельсон Мандела, в дальнейшем — первый чернокожий президент ЮАР. Среди других известных узников роббенской тюрьмы такие борцы с апартеидом как Уолтер Сисулу, Гован Мбеки, Роберт Собукве. В тюрьме поддерживался жесточайший режим, и гражданским лицам, включая рыбаков, доступ на остров был строжайше запрещён. Последний политзаключённый покинул остров в 1991 году. Остров продолжал использоваться в качестве тюрьмы среднего режима до 1996 года.

## Спорт
В период с 1966 по 1973 годы на острове существовала собственная футбольная лига, организованная по инициативе узников тюрьмы.

## Охрана территории

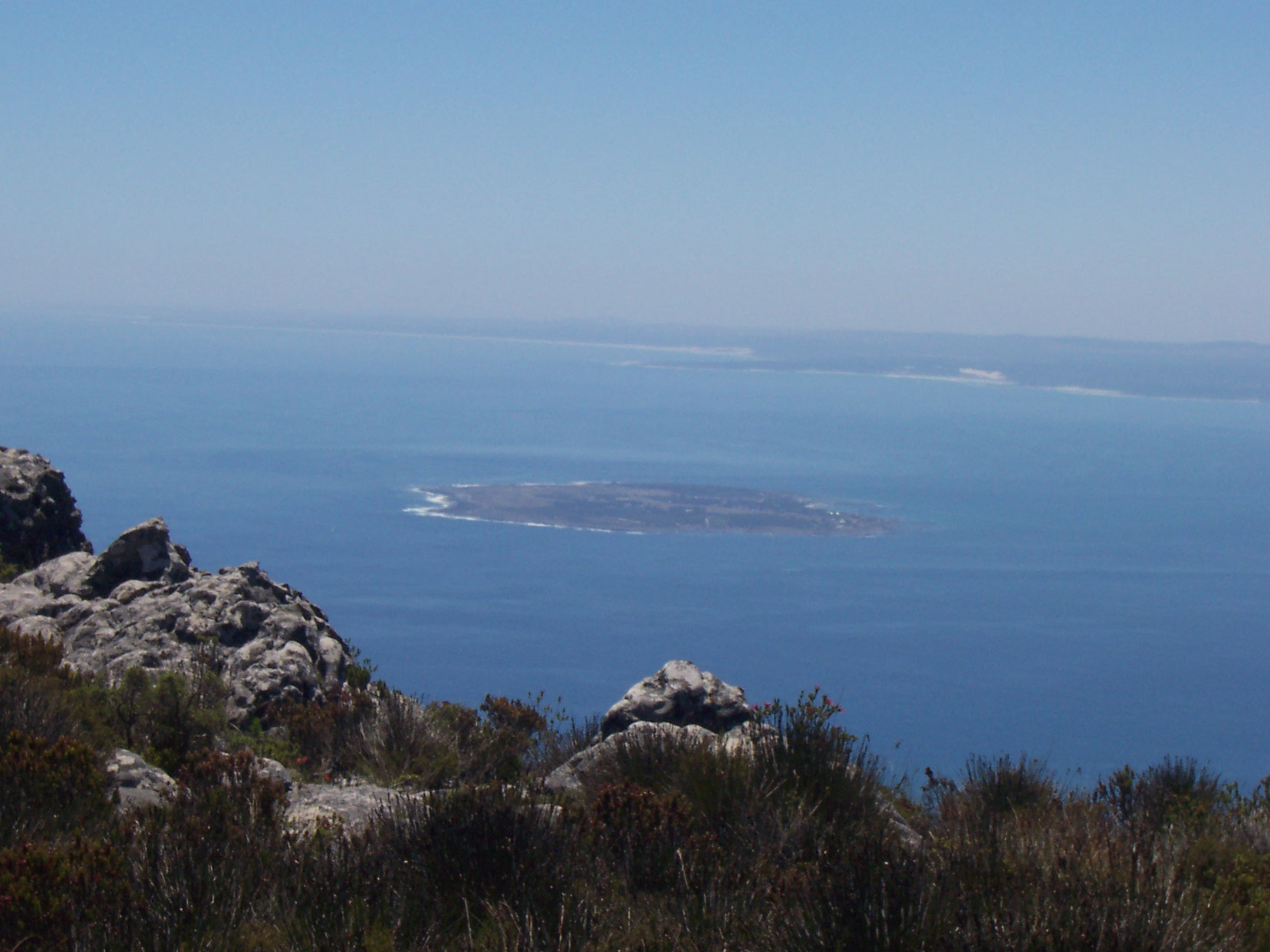
Вид на остров со Столовой горы (приблизительно в северо-западном направлении). На горизонте за островом виден песчаный берег бухты Салдана.

В 1997 году остров был превращён в музей под открытым небом и объявлен национальным памятником. В настоящее время остров является популярным местом отдыха; в 1999 году он был включён в список всемирного наследия ЮНЕСКО. Из Кейптауна на остров можно попасть на пароме, который действует круглый год, если позволяет погода.
Остров Роббен всегда представлял большую опасность для судоходства. Океанский прибой непрерывно бьётся о его берега, и любое судно, севшее на мель вблизи острова, тут же разбивается волнами. В водах вокруг острова нашло свой конец множество кораблей; сокровища, которые перевозили некоторые из них, до сих пор не найдены.